# Nossa Senhora de Guadalupe no Monte Mario (título cardinalício)
Nossa Senhora de Guadalupe no Monte Mario (em latim, S. Mariae de Guadalupe in Monte Malo) é um título cardinalício instituído em 29 de abril de 1969, pelo Papa Paulo VI.

## Titulares protetores
- Miguel Darío Miranda y Gómez (1969 - 1986)
- Franz Hengsbach (1988 - 1991)
- Adolfo Antonio Suárez Rivera (1994 - 2008)
- Timothy Michael Dolan (2012-atual)